# Ocnogyna chinensis
Ocnogyna chinensis là một loài bướm đêm thuộc phân họ Arctiinae, họ Erebidae.